# Partido Social Nacionalista Sírio
O Partido Social Nacionalista Sírio (PSNS) (em árabe: الحزب السوري القومي الاجتماعي, transliteração: Al-Ḥizb Al-Sūrī Al-Qūwmī Al-'Ijtimā'ī, muitas vezes referido em francês como Parti Populaire Syrien ou Parti Social Nationaliste Syrien), é um partido político nacionalista com presença no Líbano, Síria, Jordânia, Iraque e Palestina. Defende o estabelecimento de um estado-nação Sírio que abranja o Crescente Fértil, incluindo a actual Síria, Líbano, Iraque, Kuwait, Jordânia, Palestina, Israel, Chipre, Sinai, e sudeste da Turquia (Alexandrette e Cilícia), baseado em fronteiras geográficas e povos com história comum dentro dessas fronteiras. O partido foi fundado por pessoas inspiradas no nazismo alemão na mesma época que ele chegou ao poder.
Com mais de 100 000 membros, é o segundo maior grupo político legal na Síria depois do Partido Socialista Ba'ath, No Líbano, caracteriza-se pelo seu secularismo e pela sua elite altamente organizada na história política do país há mais de oitenta anos. Até recentemente, tem sido um grupo fundamental na Aliança 8 de Março. O auge do grupo incluso em suas relações internacionais e na proximidade com o governo foi em 1949 quando deu um golpe de Estado apesar de ter ficado pouco tempo no poder.
Fundado em Beirute em 1932 como uma organização hostil anticolonialista e de libertação nacional contra o colonialismo francês, o partido teve um papel significativo nas políticas libanesas, e esteve envolvido em tentativas de golpes de Estado em 1949 e 1961, no seguimento dos quais foi fortemente reprimido. Teve um papel activo na resistência contra a invasão israelita do Líbano em 1982, e da subsequente ocupação da região sul deste país até 2000, enquanto mantinha o seu apoio à presença síria no Líbano. Neste país, o PSNS tornou-se uma força política de extrema-direita nos inícios da década de 1950, foi reprimida nos anos 1955-56. Apesar deste facto, manteve-se organizado, e, nos finais da década de 1960, juntou-se à esquerda e aliou-se à Organização para a Libertação da Palestina e ao Partido Comunista Libanês, apesar da rivalidade ideológica que se mantém entre eles. Em 2005, foi legalizado na Síria e juntou-se à Frente Progressista Nacional, liderada pelo Partido Baath. Entre 2012 e 6 de Maio de 2014, o partido fez parte da Frente Popular para a Mudança e Libertação. O partido adotou uma suástica no seu hino tem referências ao hino do partido nazista e acreditavam que faziam parte de uma raça superior. Ele era de fato o único clone do fascismo europeu que permaneceu em terras islâmicas. O partido já foi acusado também inúmeras propagandas de Hitler na época. e que também buscaram cooperação com nazistas na Segunda Guerra Mundial para ajudar a emancipar a Síria sob a liderança de Fawzi al-Qawuqji. Apesar disso nenhuma dessas acusações foi provada.[carece de fontes?]
Durante a Guerra Civil Síria, o partido viu a sua relevância crescer na Síria, onde cerca de 8000 soldados do braço armado do Partido, as Águias do Furacão, lutam ao lado das Forças Armadas da Síria contra a oposição síria e o Estado Islâmico.

## Resultados eleitorais
Síria

### Eleições presidenciais
| Data                  | Candidato apoiado     | CI.                   | Votos                 | %                     |
| Banido de 1963 a 2001 | Banido de 1963 a 2001 | Banido de 1963 a 2001 | Banido de 1963 a 2001 | Banido de 1963 a 2001 |
| --------------------- | --------------------- | --------------------- | --------------------- | --------------------- |
| 2007                  | Bashar al-Assad       | 1.º                   | 11 199 445            | 99,8 / 100,0          |
| 2014                  | Bashar al-Assad       | 1.º                   | 10 319 723            | 92,2 / 100,0          |
| 2021                  | Bashar al-Assad       | 1.º                   | 13 540 860            | 95,1 / 100,0          |

### Eleições legislativas
| Data                  | CI.                                        | Votos                                      | %                                          | Deputados | +/-     | Status            |
| --------------------- | ------------------------------------------ | ------------------------------------------ | ------------------------------------------ | --------- | ------- | ----------------- |
| 1949                  | 5.º                                        | N/D                                        | N/D                                        | 1 / 114   |         | Oposição          |
| 1953                  | 2.º                                        | N/D                                        | N/D                                        | 1 / 82    | Estável | Oposição          |
| 1954                  | 6.º                                        | N/D                                        | N/D                                        | 2 / 142   | 1       | Oposição          |
| 1961                  | 7.º                                        | N/D                                        | N/D                                        | 0 / 172   | 2       | Extra-parlamentar |
| Banido de 1963 a 2001 |                                            |                                            |                                            |           |         |                   |
| 2003                  | Frente Progressista Nacional               | Frente Progressista Nacional               | Frente Progressista Nacional               | 3 / 250   |         | Governo           |
| 2007                  | Frente Progressista Nacional               | Frente Progressista Nacional               | Frente Progressista Nacional               | 2 / 250   | 1       | Governo           |
| 2012                  | Frente Popular para a Mudança e Libertação | Frente Popular para a Mudança e Libertação | Frente Popular para a Mudança e Libertação | 4 / 250   | 2       | Governo           |
| 2016                  | Frente Progressista Nacional               | Frente Progressista Nacional               | Frente Progressista Nacional               | 7 / 250   | 3       | Governo           |
| 2020                  | Frente Progressista Nacional               | Frente Progressista Nacional               | Frente Progressista Nacional               | 3 / 250   | 4       | Governo           |

 Líbano
| Data                                  | CI.                | Votos              | %                  | Deputados     | +/-           | Status            |
| ------------------------------------- | ------------------ | ------------------ | ------------------ | ------------- | ------------- | ----------------- |
| 1957                                  | 6.º                | N/D                | N/D                | 1 / 66        |               | Oposição          |
| 1960                                  | Não concorreu      | Não concorreu      | Não concorreu      | Não concorreu | Não concorreu | Não concorreu     |
| 1964                                  | Não concorreu      | Não concorreu      | Não concorreu      | Não concorreu | Não concorreu | Não concorreu     |
| 1968                                  | Não concorreu      | Não concorreu      | Não concorreu      | Não concorreu | Não concorreu | Não concorreu     |
| 1972                                  | 12.º               | N/D                | N/D                | 0 / 99        |               | Extra-parlamentar |
| Não houve eleições após 1972 até 1992 |                    |                    |                    |               |               |                   |
| 1992                                  | 2.º                | N/D                | N/D                | 6 / 128       |               | Governo           |
| 1996                                  | 3.º                | N/D                | N/D                | 5 / 128       | 1             | Governo           |
| 2000                                  | 4.º                | N/D                | N/D                | 4 / 128       | 1             | Governo           |
| 2005                                  | Aliança 8 de Março | Aliança 8 de Março | Aliança 8 de Março | 2 / 128       | 2             | Oposição          |
| 2009                                  | Aliança 8 de Março | Aliança 8 de Março | Aliança 8 de Março | 2 / 128       | Estável       | Governo           |
| 2018                                  | Aliança 8 de Março | Aliança 8 de Março | Aliança 8 de Março | 3 / 128       | 1             | Governo           |
| 2022                                  | Aliança 8 de Março | Aliança 8 de Março | Aliança 8 de Março | 0 / 128       | 3             | Governo           |